# 임한솔
임한솔(林한솔, 1981년 4월 10일, 서울특별시 ~ )은 대한민국의 제8대 서울특별시 서대문구의원이다.

## 학력
- 유성고등학교 졸업
- 성균관대학교 경제학·독어독문학 학사 졸업

## 경력
- 육군 병장 만기전역
- 제17대 국회의원 노회찬 의원 언론특보
- 2006 민주노동당 성균관대학교 학생위원장
- 제19대 국회의원 심상정 원내대표 공보비서
- 2014 제6회 전국동시지방선거 서대문구의회의원 후보
- 2017 제19대 대통령 선거 심상정 후보 부대변인
- 정의당 서울시당 서대문구 위원회 위원장
- 정의당 전국위원
- 2019.07 ~ 2020.01 제5대 정의당 부대표
- 2018.07 ~ 2020.01 제8대 서울특별시 서대문구의회 의원
- 2018.07 ~ 2020.01 제8대 서울특별시 서대문구의회 전반기 재정건설위원회 위원
- 2018.07 ~ 2020.01 제8대 서울특별시 서대문구의회 전반기 의회운영위원회 위원
- 2018.07 ~ 2020.01 제8대 서울특별시 서대문구의회 전반기 예산결산특별위원회 위원
- 2020.03.06 민생당 입당

## 역대 선거 결과
|  | 8.51% |

|  | 32.34% |

|  | 18.85% |

| 전임 강은미·한창민·정혜연 | 제5대 정의당 부대표 2019년 7월 13일 ~ 2020년 1월 17일 | 후임 김윤기·김응호·박인숙·배복주·송치용 |